# Serra de Blancafort
Serra de Blancafort är kullar i Spanien.   De ligger i provinsen Província de Lleida och regionen Katalonien, i den nordöstra delen av landet, 400 km öster om huvudstaden Madrid. Serra de Blancafort ligger vid sjön Pantà de Canelles.